# Radnóti Zoltán
Radnóti Zoltán, (Budapest, 1971. november 18. – ) neológ rabbi, a Magyarországi Zsidó Hitközségek Szövetsége főrabbija, a MAZSIHISZ Rabbitestületének volt elnöke Budapesti Zsidó Hitközség rabbiság igazgatója, a Bét Sálom zsinagóga rabbija.
A Berzsenyi Dániel Gimnáziumban érettségizett, majd az Országos Rabbiképző Intézetben 1999-ben kapott diplomát, azóta az ORZSE oktatója, tanszékvezetője.

## Életrajza
A hetedik kerületi Marek József utcába született, ott nevelkedett asszimiláns, zsidó családban. Érettségit az újlipótvárosi Berzsenyi Dániel gimnázium matematika tagozatán szerzett.
A rendszerváltást követően, 1991-ben, az öbölháború idején önkéntesnek állt az izraeli hadseregbe, majd elkezdett tanulni a Jeruzsálemi Héber Egyetemen, közben felsőfokú vallási tanulmányokat is folytatott egy Bnei Braki jesivában (vallási főiskolán).
1992-ben kezdte tanulmányait a budapesti Rabbiképzőben. 1999-ben avatták rabbivá a Dohány utcai zsinagógában.
Rabbi szolgálatát már tanulóévei alatt megkezdte, először Újpesten, utána a Nagyfuvaros utcai zsinagógában, majd Miskolcon tevékenykedett. Rabbivá avatása után visszahívták a Nagyfuvaros utcába, hogy már felavatott rabbiként is ott szolgáljon. Öt évet dolgozott a nyolcadik kerületben. 2004 óta pedig a dél-budai (lágymányosi) körzet Bét Sálom zsinagógájának rabbija. Emellett évek óta teljesít rabbinikus szolgálatot Miskolcon, Mosonmagyaróváron és Sopronban is.
2015-től a Budapesti Zsidó Hitközség Rabbisága igazgatója.
Főrabbiként rendszeresen tart előadásokat a zsidóságról különböző konferenciákon, és a nyomtatott valamint elektronikus média többször kérte fel szakértőnek zsidó vallási kérdésekben. Magyarország sokáig egyetlen rabbi-blogján rendszeresen publikál a zsidó vallással, a zsidó történelemmel, politikával és kultúrával kapcsolatos aktuális kérdésekről is. Eddig 463 írása jelent meg a saját blogfelületén.
Rendszeresen jelennek meg írásai országos on-line és print felületeken (index.hu, 24.hu, Magyar Narancs, stb). Állandó rovata van a szlovák új szó című folyóiratban és lelkésztársaival együtt elkezdte az „Isten tudja” on line responzum oldalt a www.24.hu támogatásával, ami azóta könyv formában is megjelent. Ő a Jewish Meeting Point zsidó honlap „on-line rabbija” is.
2005 óta tanít az Országos Rabbiképző – Zsidó Egyetemen Szentírást és vallásjogot, 2019 óta a Szentírás és Talmudtudományi Tanszék megbízott tanszékvezetője.
Nős, feleségével Anikóval két lányuk született: Mirjám (2006) és Liza (2009).

## Rabbinikus tevékenysége
- Az Országos Rabbiképző- Zsidó Egyetemen töltött évek során Raj Tamás rabbi mellett segédrabbiként funkcionált és oktatott a Nagyfuvaros utcai zsinagóga Talmud-Tórában.
- A Mosonmagyaróvári Zsidó Hitközséget Ligeti László elnökkel közösen újraindította. A mai napig rendszeresen jár, és a  mosoni közösség őt tekinti rabbijának
- Az újpesti zsinagógába már harmadéves rabbiképzősként felkérést kapott, hogy körzeti rabbiként funkcionáljon.
- A Rabbiképző Egyetem utolsó évében rabbijelöltként Miskolcon végzett rabbinikus feladatokat.
- Rabbivá avatását követően visszahívták a Nagyfuvaros utcai zsinagógába, hogy az akkor nyugdíjba vonuló Raj Tamás rabbiszékét vegye át és lássa el helyette a rabbinikus teendőket. 2004-ig látta el a rabbinikus funkciót. Nevéhez kötődik a mindennapi kétszeri istentisztelet és tanítás bevezetése.
- 2004-ben elvállalta a Dél-Budai zsidó közösség rabbinikus vezetését, ahol a mai napig szolgálja a közösséget. A közösség felvette a "Bét Sálom", azaz a Béke Háza nevet és a mai napig ezt a "brand"-et használja.
- 2015-ben a MAZSIHISZ Rabbitestületének elnökévé választották, mely posztjáról 2019-ben mondott le. Majd többed magával, 2021 januárjában kilépett a Róna Tamás által vezetett Rabbitestületből.
- 2016-ban, a Zsidó Közösségi Szeretetszolgálat alapító tagjaként rabbinikus munkájának elismeréséül Hanukatalizátor Díjban részesült.
- Radnóti Zoltán volt az első rabbi, akitől a kibic honlap szakmai véleményt kért Vári György nagy vihart kavart vallomása után.
- A Budapesti Zsidó Hitközség rabbiságának igazgatójaként minden évben főszerkesztője a zsidó naptárnak, a luáhnak. A kiadvány segíti a zsidó emberek eligazodását a hétköznapok és ünnepek egymásutánjában, melynek elengedhetetlen pontosságára és részletességére a főrabbi rabbinikus tapasztalata a garancia, a luáh igényes megvalósítását Tausz Gábor grafikus neve fémjelzi.

## Oktatási tevékenysége
- Éveken keresztül az ELTE Hebraisztika szakán tanított héber nyelvet Dr. Komoróczy Géza tanszékvezető meghívására.
- A zsinagógai szervezett oktatás alapjait Raj Tamás főrabbi híres Nagyfuvaros utcai Talmud-Tórájában tanulta meg, amikor Raj Tamás felkérte, hogy segítse őt a gyermekek tanításában, akkor még rabbiképzős diákként.
- RaDar – Darvas István főrabbival közös on-line előadás sorozata, melyet a Covid járvány kezdetén indítottak el és azóta is heti rendszerességgel, mindig új, aktuális témával jelentkeznek. Az előadások visszanézhetők YouTube csatornájukon és Facebookon.
- Rabbiképző Intézet tanszékvezetője – Szentírás és Talmud Tudományi Tanszék vezetője.
- Zsidó vallás alapjai tematizált előadás-sorozat azok számára, akik a zsidó vallást fel szeretnék venni, vagy neveltetésük folytán kimaradt életükből a zsidő hagyomány megismerése.
- A Mazsihisz elnöke Radnóti főrabbit kérte meg, hogy a Dohány zsinagógát megalázó fiatalembereknek történelem órát tartson.

## Médiában való megjelenése
Radnóti Zoltán rabbiavatása óta erős és határozott médiatevékenységet fejtett ki, hogy a vallástól eltávolodott zsidó emberek visszataláljanak a zsidóságukhoz, illetve Magyarország nem zsidó lakossága megismerje a zsidó kultúrát.
- 2004-ben Kürti Csaba alapító felkérte, hogy legyen JMPoint zsidó társkereső honlap on-line rabbija, és válaszoljon minden felmerülő vallási kérdésre. Radnóti Zoltán az évek alatt több, mint 1000 kérdésre válaszolt írásban, nyilvánosan.
- A rabbi internetes médiamegjelenésének másik fontos lépése volt a 2012-ben elindult első zsidó rabbiblog: a „zolirabbi”. Ezen a lapon, több mint 500 tudományos és vallási cikk olvasható.
- Radnóti Zoltán közéleti témákban is hallatta hangját.
- Darvas István főrabbival és Toronyi Zsuzsa muzeológussal állandó blogja lett a Magyar Narancs folyóiratban „Jó ez nekünk?” címmel.
- A 24.hu honlap állandó szerzője lett, ahol tucatnyi cikket publikált.
- Majd több lelkésszel együtt éveken keresztül írták az „isten tudja” on-line blogot, ami később nyomtatott könyvként is megjelent.
- Mindemellett a hvg-ben (például), a Magyar Nemzetben (például) és több print illetve on-line médiában szólalt meg közéleti és zsidó kérdésekben.
- 2017-ben ő volt az, aki nagy botrányt keltve megtörte a Vona Gábor által vezetett Jobbik köré vont bojkottot és interjút adott a párt on-line folyóiratának, az Alfahírnek
- Érvelése szerint egy rabbi nem teheti meg, hogy nem szól a magyar lakosság 15-20%-át kitevő jobboldali, szélsőjobboldali olvasóközönséghez.

2021-ben Szöllősi Györggyel kitalálták, hogy a Benficát sújtó „Gutmann-átok” ellen kellene tenni valamit, és éppen ezért egy Radnóti Zoltán egy rabbinikus áldást írt és elküldte a Benfica elnökének.

## Társadalmi felelősség vállalása
- Más egyházak vezetőivel közösen lép fel a társadalmi megkülönböztetések ellen (link)
- Évről évre aktív résztvevője Székely János püspök és Szőke Péter által szervezett megemlékezéseknek, amelyekkel a pharrajimosra és a kislétai romagyilkosságok áldozataira emlékeznek (link).